# Kupusnjače
Kupusnjače, salate ili krstašice (lat. Brassicaceae, ranije Cruciferae) je porodica sa velikim brojem kultivisanih rodova i vrsta koje se koriste u ishrani, kao što su karfiol, brokoli, kupus, bok čoj, prokelj i slično zeljasto povrće. Osim povrća ova porodica obuhvata i veliki broj lekovitih (na primer rusomača), kao i ukrasnih (Alyssum sp., Arabis sp. ili šeboj) rodova i vrsta biljaka.
Ime krucifere potiče iz novo latinskog Cruciferae "ukrštanje", jer im cvetovi imaju četiri latice koje podsećaju na krst.
Deset najčešće konzumiranih kupusnjača nisu taksonomski razdvojene i spadaju u vrstu Brassica oleracea. Razlikuju se samo po hortikulturnoj kategoriji. Mnogi drugi rodovi su takođe jestivi. Bogate su vitaminom C i rastvornim vlaknima, a sadrže brojne nutrijente i fito jedinjenja.

## Spisak kupusnjača
Selektivnim uzgojem dobijen je veliki broj kultivara, posebno u okviru roda Brassica.
| Naziv                                                 | Rod                   | Drugi epitef   | Kultivarska grupa |
| ----------------------------------------------------- | --------------------- | -------------- | ----------------- |
| Ren                                                   | Armoracia             | rusticana      |                   |
| Lisnati Kelj                                          | Brassica              | oleracea       | Acephala group    |
| Raštika                                               | Brassica              | oleracea       | Acephala Group    |
| Kineski brokoli (kai-lan)                             | Brassica              | oleracea       | Alboglabra Group  |
| Kupus                                                 | Brassica              | oleracea       | Capitata Group    |
| Kelj                                                  | Brassica              | oleracea       | Sabauda Group     |
| Kelj pupčar (poznat pod trgovačkim nazivom "prokelj") | Brassica              | oleracea       | Gemmifera Group   |
| Keleraba                                              | Brassica              | oleracea       | Gongylodes Group  |
| Brokoli                                               | Brassica              | oleracea       | Italica Group     |
| Karfiol                                               | Brassica              | oleracea       | Botrytis Group    |
| Bok čoj                                               | Brassica              | rapa           | chinensis         |
| Kineski kupus, napa kupus                             | Brassica              | rapa           | pekinensis        |
| Repa Koren; Zeleniš                                   | Brassica              | rapa           | rapifera          |
| Hibridna repa (šved)                                  | Brassica              | napus          | napobrassica      |
| Sibirski kelj                                         | Brassica              | napus          | pabularia         |
| Uljana repica                                         | Brassica              | rapa/napus     | oleifera          |
| Slačica, braon; zelena                                | Brassica              | juncea         |                   |
| Bela slačica                                          | Brassica (or Sinapis) | hirta          |                   |
| Crna slačica                                          | Brassica              | nigra          |                   |
| Rusomača                                              | Capsella              | bursa-pastoris |                   |
| Dvoredac                                              | Diplotaxis            | tenuifolia     |                   |
| Rukola                                                | Eruca                 | vesicaria      |                   |
| Šeboj                                                 | Erysimum              | cheiri         |                   |
| Maka                                                  | Lepidium              | meyenii        |                   |
| Kres                                                  | Lepidium              | sativum        |                   |
| Dragušac                                              | Nasturtium            | officinale     |                   |
| Rotkvica                                              | Raphanus              | sativus        |                   |
| Vasabi                                                | Wasabia               | japonica       |                   |

## Medicinski značaj

### Antibiotska aktivnost
Vasabi deluje protiv Helicobacter pylori zahvaljujući aktivnoj komponenti izotiocijanatima.

### Rak
Kupusnjače sadrže glukozianate koji se u metabolizmu konvertuju u brojne hemikalije koje mogu imati antikancerogeno dejstvo. Na primer, 3,3'-Diindolilmetan, DIM iz ovog povrća je antiandrogen i sprečava rast tumora prostate.
Utvrđena je veza između konzumacije kupusnjača i niske stope kancera. Dalje, indol-3-karbinol (I3C) i 3,3'-diindolilmetan (DIM) utiču na metabolizam estrogena i dovode do povoljnih promena na markerima hormona što za posledicu ima smanjeno pojavljivanje nekoliko tipova kancera.
I3C podstiče apoptozu kancerogenih ćelija na grudima, prostati, endometrijumu, debelom crevu i belim krvnim zrncima. Utvrđen je i pozitivan efekat DIM-a na leukemiju.

### Ukus
Ljudi koji mogu da osete ukus Fenil-tiokarbamida koji je ili jako gorak ili bezukusan, verovatno neće hteti da jedu kupusnjače, jer fenil-tiokarbamid ima sličan ukus izotiocijanatima.

### Kontraindikacije

#### Gušavost
Mogu izazvati pojavu gušavosti. Sadrže enzime koji utiču na proizvodnji hormona štitne žlezde kod ljudi sa deficitom joda u ishrani. Kuvanjem u trajanju od 30 minuta se znatno umanjuje količina nitrila i supstanci koje izazivaju gušavost. Pri visokoj konzumaciji, izazivači gušavosti inhibiraju ugradnju joda u tiroidne hormone, a takođe i prenose jod u mleko kroz mlečne žlezde.

#### Dojenje
Mogu izazvati stomačne grčeve kod beba koje sisaju.